# Grafmonument van zoeaaf Küppers
Het grafmonument van zoeaaf Küppers op de begraafplaats nabij de Kapel in 't Zand is een monumentaal grafmonument in de Nederlandse stad Roermond.

## Achtergrond
De Roermondse boekbinder Johannes Jacobus (Johan) Küppers (1848-1916) trad in 1869 als zoeaaf in dienst bij paus Pius IX. Na de inname van Rome in september 1870, werd het pauselijk leger ontbonden en de soldaten naar huis gestuurd. Küppers werd benoemd tot ridder in de Orde van Sint-Gregorius de Grote en ontving de onderscheidingen Bene Merenti en Pro Ecclesia et Pontifice. Hij werd in 1892 voorzitter van de Limburgse Zouavenbond en later van de Landelijke Algemene Nederlandse Zouavenbond.

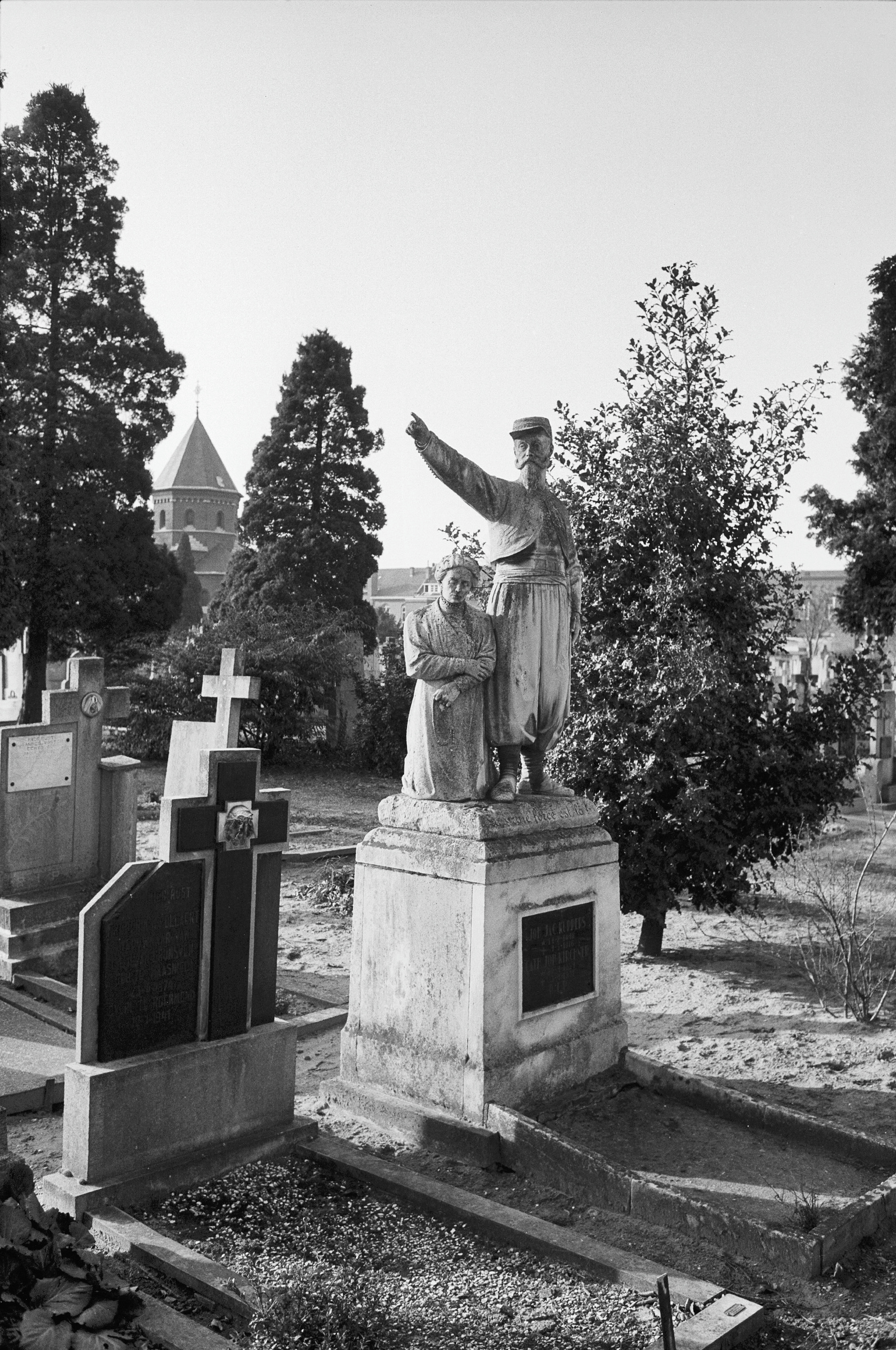

Het grafmonument voor Küppers werd gemaakt door beeldhouwer Jean Geelen en toont Küppers in zoeavenuniform, met naast hem zijn vrouw Catharina Johanna Kirchner (1854-1931). Het graf ligt aan de oostzijde van het centrale middenpad op de begraafplaats. Het monument werd in 2008 gerestaureerd.

## Beschrijving
Het grafmonument toont een zandstenen beeldengroep van Küppers en zijn vrouw. De bebaarde Küppers is afgebeeld ten voeten uit, gekleed in uniform en met zijn rechterhand wijzend naar Rome. Aan zijn rechterzij een beeld van zijn geknielde vrouw, die in haar linkerhand een rozenkrans houdt. In de voet staat de inscriptie "La vraie force est là" (De ware kracht ligt daar).
De beelden staan op een kubusvormige sokkel, waarin aan de voorzijde een zwarte marmeren plaquette is geplaatst met de namen van de twee overledenen.

## Waardering
Het grafmonument werd in 2002 als rijksmonument in het Monumentenregister opgenomen, het heeft "cultuurhistorische waarde als bijzondere herinnering aan de zouaven die einde 19de eeuw vochten voor de Vaticaanse Staat, en het grafmonument is typologisch bijzonder te noemen. Het grafmonument bezit architectuurhistorische waarde wegens esthetische kwaliteiten van het ontwerp, het bijzondere materiaalgebruik en de ornamentiek."